# 1893 az irodalomban
Az 1893. év az irodalomban.

## Megjelent új művek

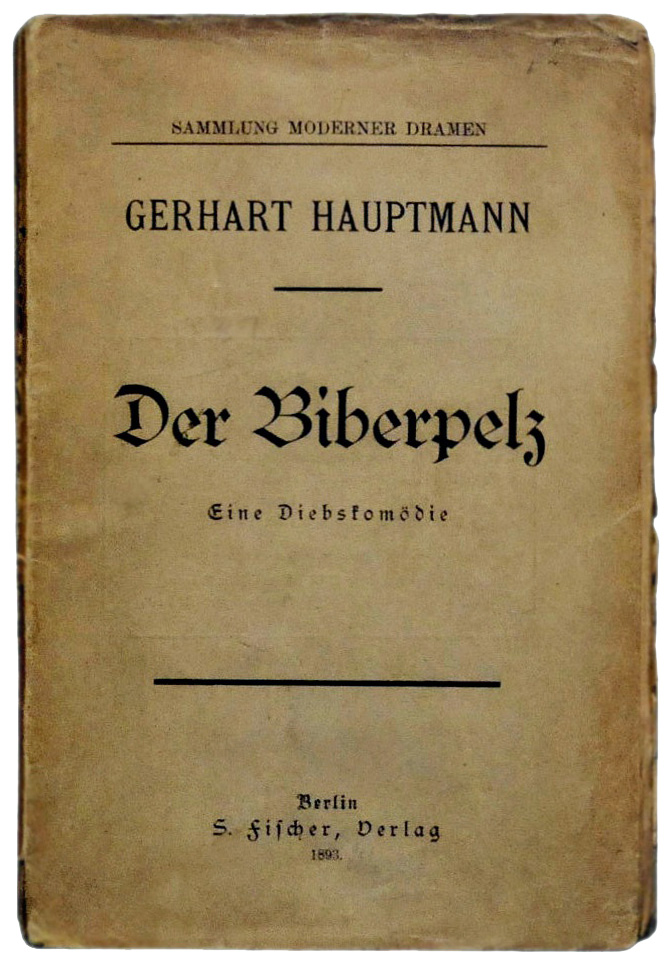
G. Hauptmann: Der Biberpelz (1893)

- Anton Csehov: Egy ismeretlen ember elbeszélése (Рассказ неизвестного человека)
- Anatole France regénye: Lúdláb királynő (La Rôtisserie de la reine Pédauque) (Igen: 93-ban!)
- Alois Jirásek cseh író: Proti všem (Az egész világ ellen), a huszita háborúkkal foglalkozó történelmi regény
- Hector Malot francia író regénye: En Famille (Családban)
- Jules Verne regénye: Senkifia (P'tit-Bonhomme)
- Émile Zola regénye: Pascal doktor (Le Docteur Pascal), a Rougon-Macquart sorozat huszadik, befejező kötete

### Költészet
- George Coșbuc román költő kötete: Balade și idile (Balladák és idillek)[1]
- José María Heredia költészetének javát, szonettjeit gyűjti egybe Les Trophées (Trófeák) című kötetében
- Paul Verlaine: Mes prisons (Börtöneim)

### Dráma
- Gerhart Hauptmann vígjátéka: A bunda (Der Biberpelz), bemutató Berlinben és megjelenés
- Maurice Maeterlinck szimbolista drámája: Pelléas és Mélisande (Pelléas et Mélisande), bemutató: május 16., Párizs
- Arthur Wing Pinero angol színész és drámaíró színdarabja: The Second Mrs. Tanqueray (A második Mrs. Tanqueray),[2] bemutató májusban
- Victorien Sardou Émile Moreau-val közösen írt vígjátéka: Szókimondó asszonyság (Madame Sans-Gêne), bemutató októberben
- Oscar Wilde színdarabja: 
  - A jelentéktelen asszony (A Woman of No Importance); bemutató
  - Párizsban megjelenik a Salomé: „franciául írt, dekoratíven vérszomjas és hisztérikus” egyfelvonásos[3]

### Magyar nyelven
- Herczeg Ferenc: A Gyurkovics-lányok (elbeszélés-gyűjtemény)
- Jókai Mór: Sárga rózsa, (kisregény)
- Justh Zsigmond regénye: A pénz legendája
- Vajda János újabb versgyűjteménye: Költemények
- Endrődi Sándor műfordítás-kötete: Heine: Dalok könyve[4]

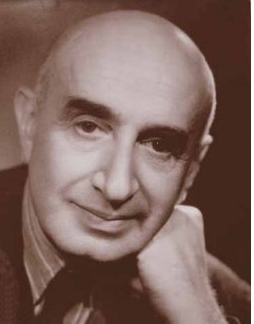
Gyergyai Albert

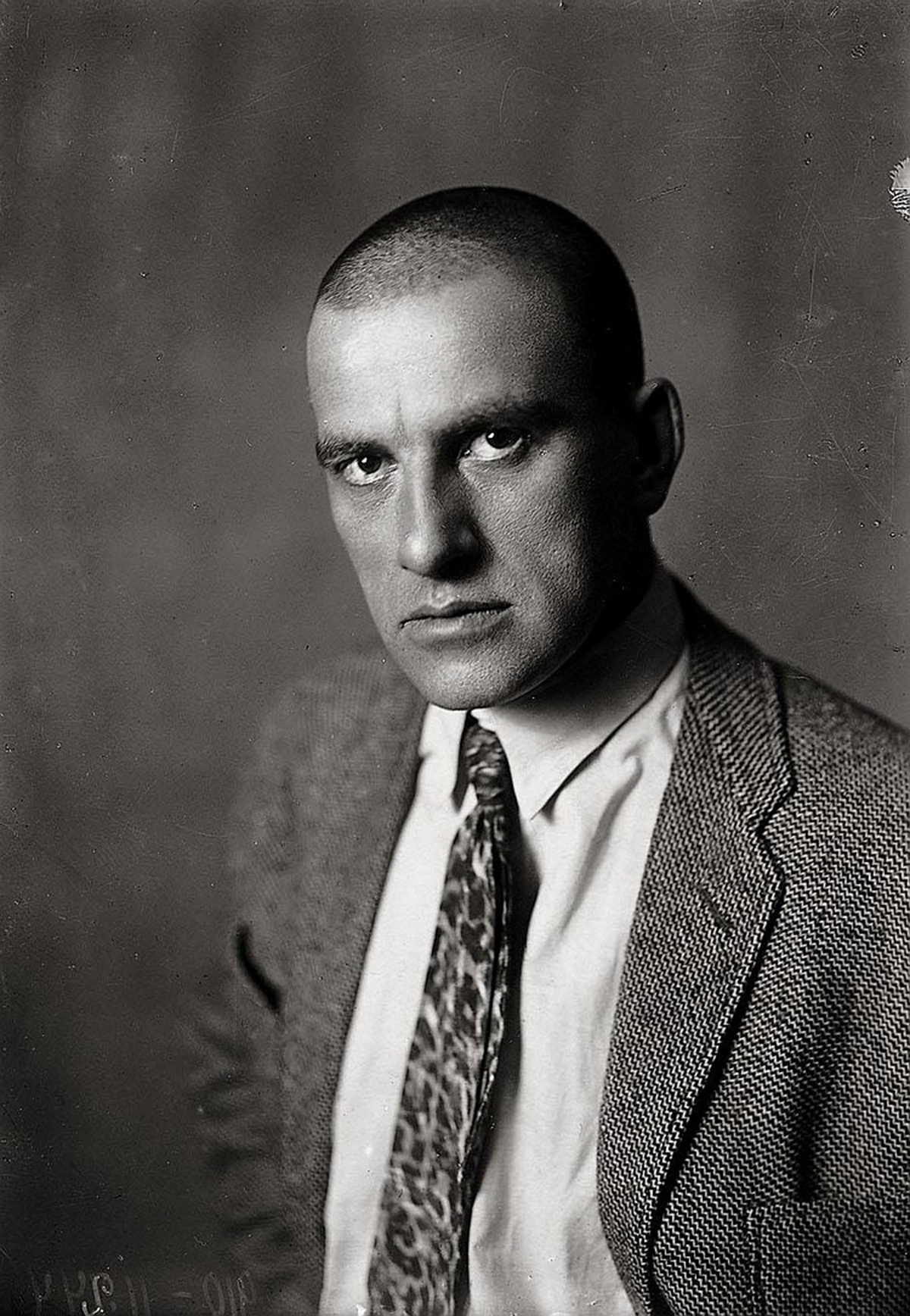
V. V. Majakovszkij

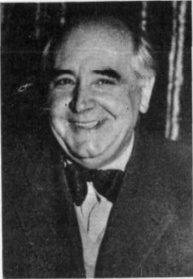
Miroslav Krleža

## Születések
- január 20. – Gyergyai Albert irodalomtörténész, író, műfordító, szerkesztő († 1981)
- január 24. – Viktor Boriszovics Sklovszkij orosz, szovjet író, publicista, irodalomkritikus, forgatókönyvíró, az 1920-as évek orosz formalizmusának egyik vezéralakja († 1984)
- április 5. – Szabó Pál regényíró, elbeszélő, politikus († 1970)
- július 7. – Miroslav Krleža horvát író, költő, drámaszerző és esszéíró, a 20. századi horvát irodalom kiemelkedő személyisége († 1981)
- július 19. – Vlagyimir Vlagyimirovics Majakovszkij orosz, szovjet költő, drámaíró, az orosz futurizmus egyik megalapítója († 1930)
- július 21. – Hans Fallada német író, az „új tárgyilagosság” (Neue Sachlichkeit) irodalmi irányzat képviselője († 1947)
- július 27. – Szenteleky Kornél író, költő, műfordító, a jugoszláviai magyar irodalom szervezője, a Kalangya c. irodalmi folyóirat szerkesztője († 1933)
- október 26. – Miloš Crnjanski magyarországi szerb költő, író, diplomata († 1977)
- november 14. – Carlo Emilio Gadda olasz író, mérnök († 1973)
- december 1. – Ernst Toller német író († 1939)

## Halálozások
- január 23. – José Zorrilla spanyol romantikus költő, drámaíró (* 1817)
- március 5. – Hippolyte Taine francia kritikus, irodalomtörténész  (* 1828)
- május 2. – George Bariț román történész, újságíró, az első erdélyi román újság megalapítója, az Astra kulturális egyesület megalapítója (* 1812)
- július 6. – Guy de Maupassant francia író (* 1850)
- október 7. – William Smith angol lexikográfus (* 1813)